# Kjell Sundberg (konstnär)

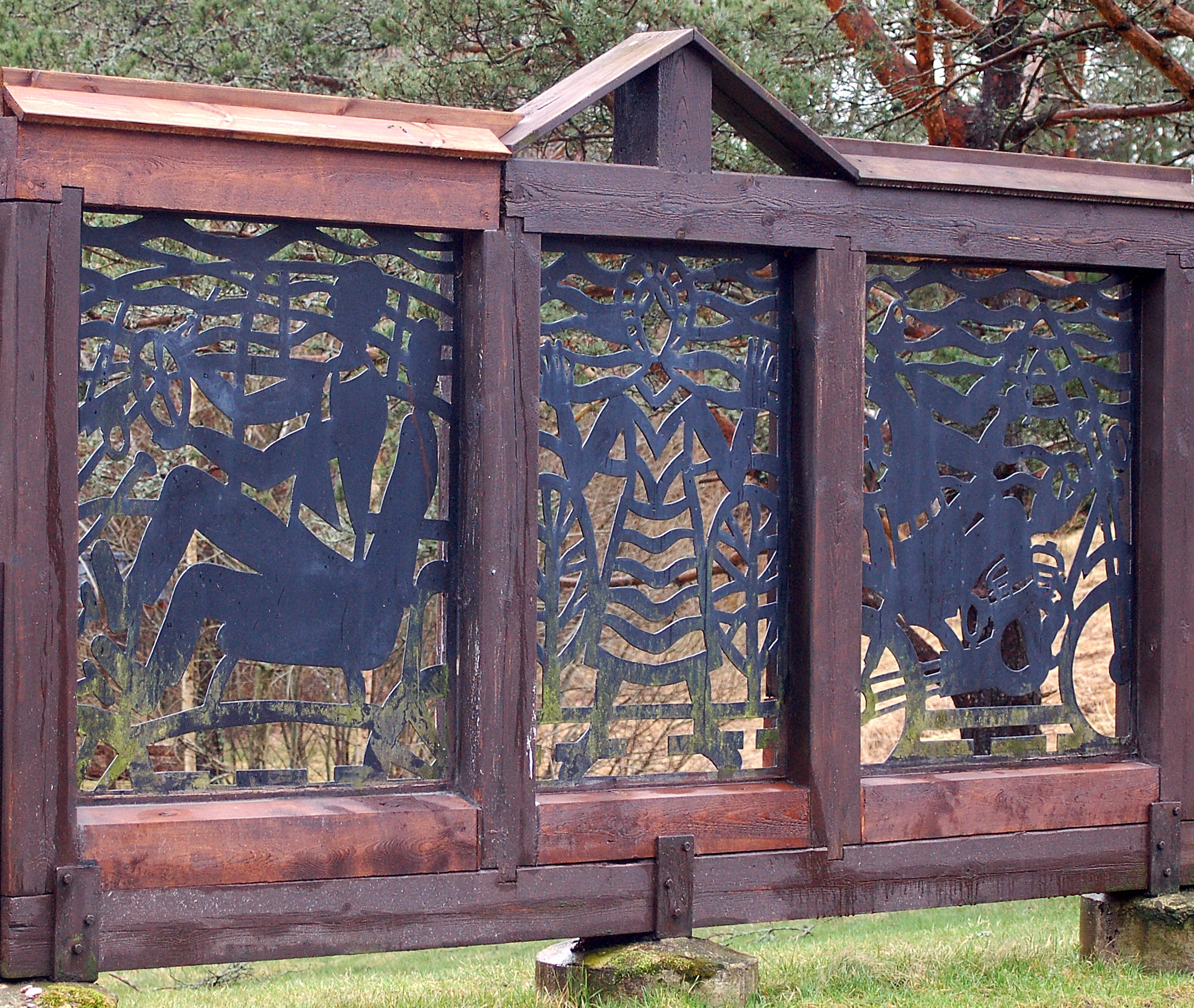
Kulturrikets rastplats nr 36 med utsmyckningen "Ikon för vägfarande" av Kjell Sundberg

Kjell Sundberg, född 17 juli 1950 i Kristinehamn, är en svensk målare, tecknare och grafiker.
Sundberg studerade vid KV konstskola (Folkuniversitetet) i Göteborg, Kyrkeruds folkhögskolas estetiska linje i Årjäng samt kalkmåleri för Domenico Inganni i Stockholm.
Han har medverkat i samlingsutställningar på Eksjö konsthall, Krabbedans konsthall, Eindhoven Holland, Seinjokki Finland, Höstsalonger på Värmlands museum, Liljevalchs 1978 och 1985, Grafiktriennalen i –Göteborg 1977, –Stockholm 1980, –Malmö 1983 –Linköping 1986, Sweden House Bryssel 2000 och Stockholm Art Fair 2001. Separat har han ställt ut i Kristinehamn, Karlstad, Örebro, Halmstad, Göteborg, Skara med flera orter i Sverige.
Han tilldelades Värmlands konstförenings ungdomsstipendium 1976, Kristinehamns kulturstipendium 1977, Bildkonstnärsfonden 1990 och Thor Fagerkvist-stipendiet 1995.
Bland hans offentliga arbeten märks utsmyckningar för Sjukhuset i Årjäng, utsmyckningen av ett bostadsområdet Hägringen i Kristinehamn samt Rastplatsen Stolpen vid E 18 i Ölme, Rastplatsen Prästbäcken utanför Filipstad, Rastplatsen Kvarndammen Kristinehamn. McDonalds Kristinehamn, Konsum Värmland Kristinehamn.
Sundberg är representerad på Värmlands museum, Hälsinglands museum, Kristinehamns konstmuseum, Statens konstråd, Göteborgs och Bohus läns landsting, Värmlands landsting, Östergötlands landsting, Örebro läns landsting samt ett antal kommuner.